# Ивановское (Лотошинский район)
Ивановское — деревня в Лотошинском районе Московской области России.
Относится к городскому поселению Лотошино, до реформы 2006 года относилась к Монасеинскому сельскому округу. Население — 161 чел. (2010).

## География
Расположена в центральной части городского поселения, примерно в 3 км к западу от районного центра — посёлка городского типа Лотошино. Соседние населённые пункты — деревня Новое Лисино и посёлок Лотошино. Автобусное сообщение с райцентром.

## Исторические сведения
По сведениям 1859 года — деревня Татьянковской волости Старицкого уезда Тверской губернии (Лотошинский приход) в 52 верстах от уездного города, на равнине, с 15 дворами, 12 прудами, 10 колодцами и 154 жителями (68 мужчин, 86 женщин).
В «Списке населённых мест» 1862 года Ивановское — владельческая деревня 2-го стана Старицкого уезда по Волоколамскому и Гжатскому трактам от города Старицы, при колодцах, с 17 дворами и 204 жителями (89 мужчин, 115 женщин).
В 1886 году — 33 двора и 218 жителей (108 мужчин, 110 женщин).
В 1915 году насчитывалось 44 двора, а деревня относилась к Федосовской волости.
Постановлением НКВД от 19 марта 1919 года вошла в состав Лотошинской волости Волоколамского уезда Московской губернии.
По материалам Всесоюзной переписи населения 1926 года — деревня Ново-Лисинского сельсовета, в ней проживало 316 человек (147 мужчин, 169 женщин), насчитывалось 58 крестьянских хозяйств.
С 1929 года — населённый пункт в составе Лотошинского района Московской области.

## Население
| 1859 | 1886 | 1926 | 2002 | 2006 | 2010 |
| ---- | ---- | ---- | ---- | ---- | ---- |
| 204  | ↗218 | ↗316 | ↘123 | ↗129 | ↗161 |